# 安澜路
安澜路，是中國上海市黄浦区的一条道路，以上海老城厢西部曾经的桥梁安澜桥命名，新民晚報認為是得名於天后的封號。建于1908年。现存长度248米，西起今西藏南路接建国新路，东止中华路接蓬莱路。
该道路常被误解为以纪念戴安澜将军事迹而命名，但後来中共上海市委员会的相关部门有时也有意按此解释路名由来，以宣传上海的“红色基因”。